# Cymbidium maguanense
Cymbidium maguanense är en orkidéart som beskrevs av Fang Yuan Liu. Cymbidium maguanense ingår i släktet Cymbidium, och familjen orkidéer. Inga underarter finns listade i Catalogue of Life.

## Bildgalleri

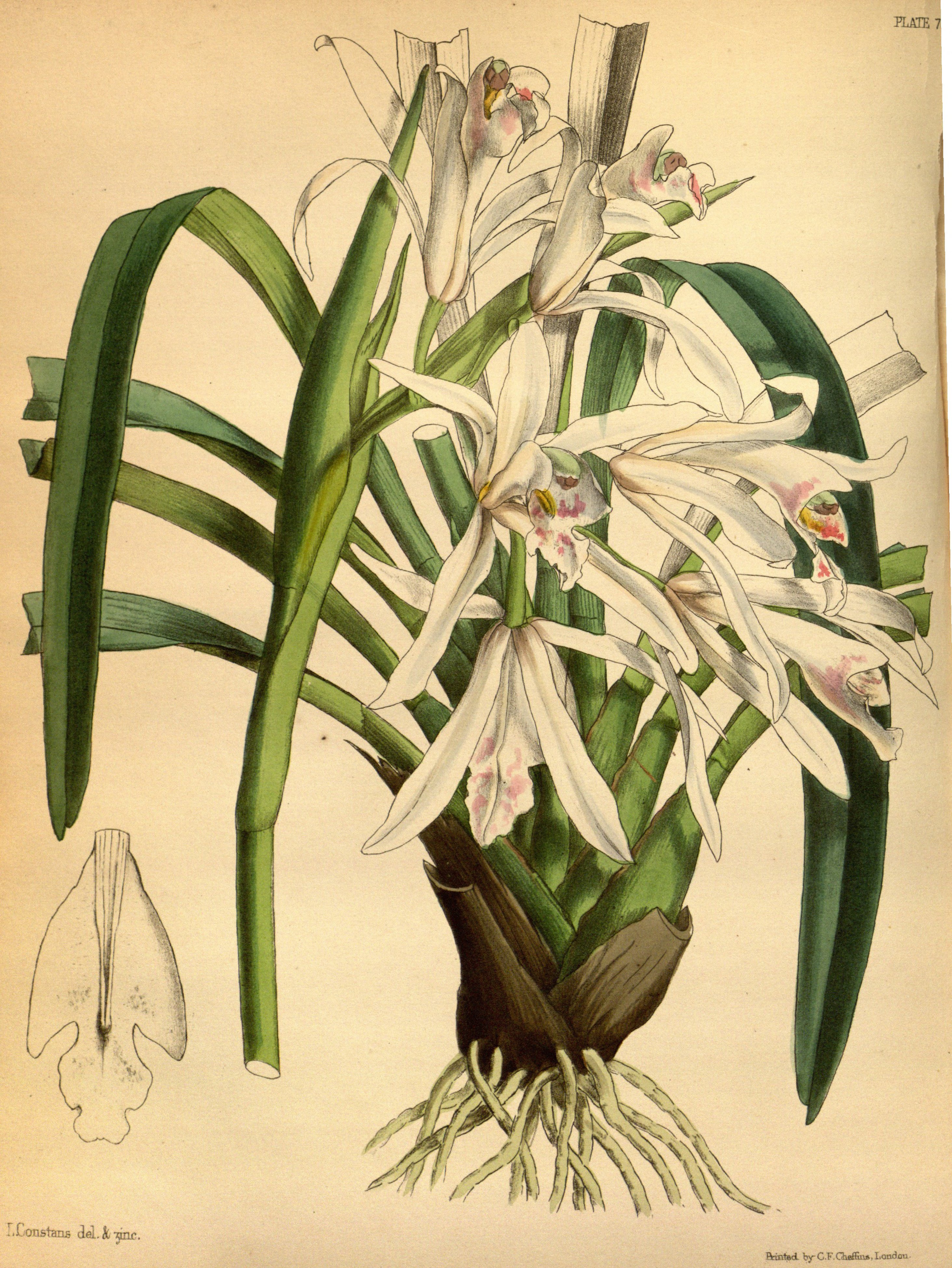
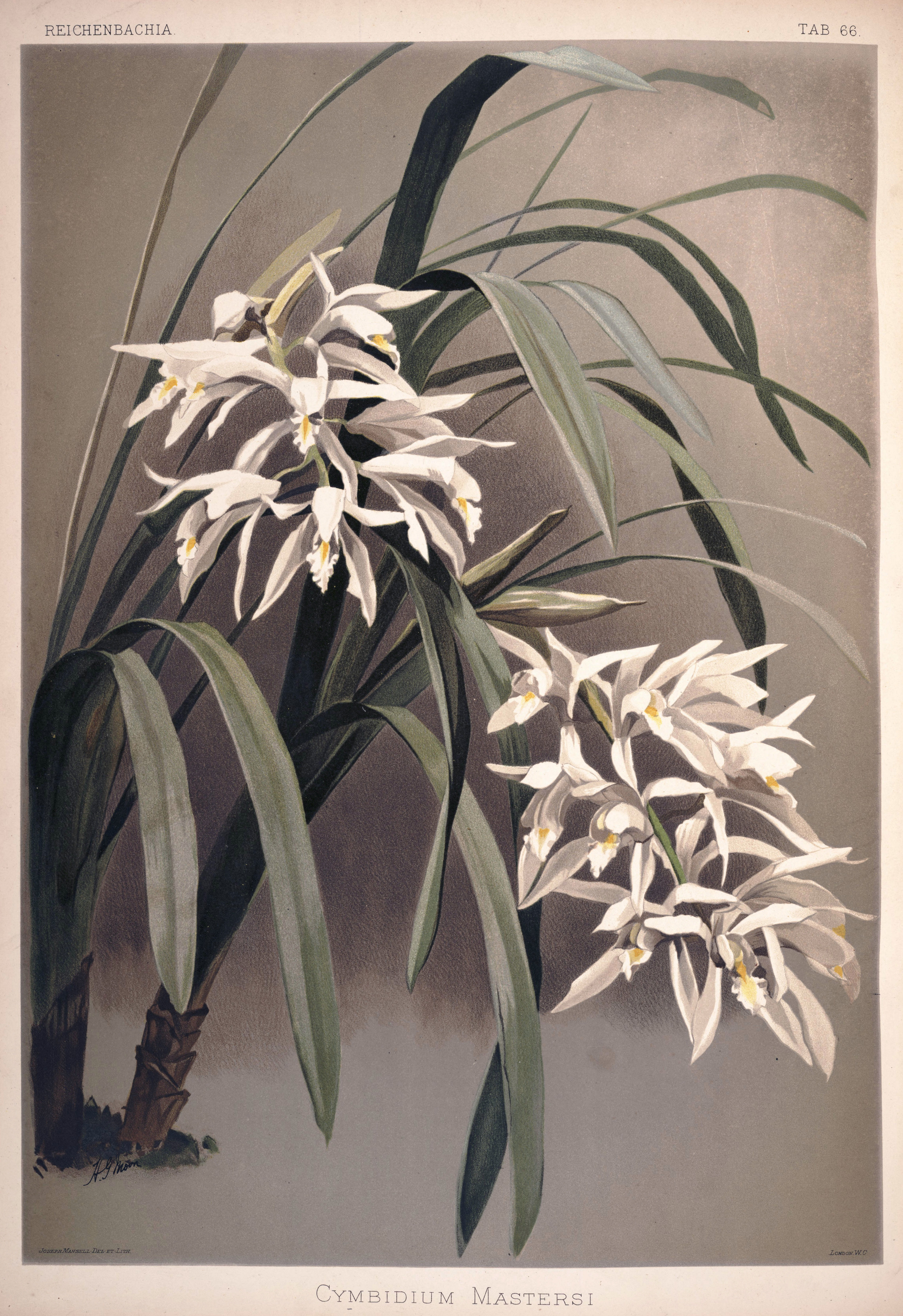